# Tinhou
Tinhou  è una città e sottoprefettura della Costa d'Avorio appartenente al dipartimento di Bloléquin. Conta una popolazione di 13 293 abitanti (censimento 2014).